# Мій тато псих
«Мій тато псих» (англ. King of California) — американська комедія 2007 Майка Кехілла який дебютував як сценарист та режисер. У головній ролі Майкл Дуглас грає психічно хворого, який думає, що знайшов захований скарб, та Еван Рейчел Вуд у ролі його доньки.

## Зміст
Ексцентричний і дивакуватий Чарлі нескінченно дошкуляє своїй шістнадцятирічній доньці Міранді, щоб та допомогла йому в пошуках незчисленних скарбів. Чарлі впевнений, що колись у долині Сан-Фернандо в Каліфорнії іспанські місіонери закопали купу золотих злитків. Батько і донька вирушають на розкопки міфічного скарбу, але знаходять там більше, ніж дорогоцінний скарб.

## Ролі
- Майкл Дуглас — Чарлі
- Еван Рейчел Вуд — Міранда
  - Еллісон Ешлі Арм — молода Міранда
- Кетлін Уілхойт — Келлі
- Ешлі Ґрін — покупчиня в Макдональдсі

## Касові збори
У США касові збори склали $268 461 та $759 238 у решті світу. Загалом фільм зібрав $1 027 699.